# Incunabula (Album)
Incunabula ist das Debütalbum der britischen Electronica-Musikgruppe Autechre. Es erschien am 29. November 1993 auf dem Sheffielder Musiklabel Warp Records mit der Katalognummer WARP CD17. Es ist gleichzeitig der siebente Teil der Artificial Intelligence betitelten Albenserie, die Warp Records zwischen 1992 und 1994 veröffentlichte.

## Entstehungsgeschichte
Sean Booth und Rob Brown hatten 1991 auf dem Kleinstlabel Hardcore Records mit Cavity Job die erste Single unter dem Namen Autechre veröffentlicht. Kurz darauf erfolgte der Wechsel zu Warp Records. Nachdem bereits 1992 auf der Compilation Artificial Intelligence mit Crystel und The Egg zwei Stücke von Autechre veröffentlicht wurden, wollte Warp Records ein erstes Album von Booth und Brown veröffentlichen. Dafür stellten beide zunächst ein Album aus älteren, bereits produzierten Stücken zusammen. Die finale Auswahl des Materials übernahm das Label.
Im April 1994 erschien ebenfalls auf Warp Records Autechres EP Basscadet, welche eine Auskopplung aus Incunabula darstellt. Neben eigenen Neubearbeitungen des Tracks enthielt die EP auch Remixe von Beaumont Hannant und Seefeel.

## Titelliste
1. Kalpol Introl – 3:18
2. Bike – 7:57
3. Autriche – 6:56
4. Bronchus 2 – 3:33
5. Basscadet – 5:23
6. Eggshell – 9:01
7. Doctrine – 7:48
8. Maetl – 6:32
9. Windwind – 11:15
10. Lowride – 7:15
11. 444 – 8:55

## Rezeption
Das Album wurde von der Kritik einhellig positiv aufgenommen.
Das britische Select Magazin vergab vier von fünf möglichen Sternen:

„Das lässt nicht nur den Hörer die Ohren spitzen ... sondern liefert auch die grundlegende Kontinuität und Struktur, die das Markenzeichen eines modernen Techno-Albums sind. Ein weiteres unverzichtbares Warp-Album.“

„This not only perks up the listener ... but provides the basic continuity and structure which is the hallmark of the modern techno long-player. Another Warp essential.“

Die Musikwebseite allmusic beurteilte Incunabula als Album, das noch nicht den ganzen Experimentierwillen späterer Autechre-Werke zeige („...doesn't totally display the full experimentation which would dominate their future albums and singles...“) aber trotzdem immer noch bemerkenswert sei („...still striking nonetheless...“). Das Album sei rückblickend ein Beleg, dass die frühen Vergleiche mit der Sheffielder Industrial-Band Cabaret Voltaire mehr als ein törichter Hype gewesen seien („...proof that the early comparisons to fellow Sheffield denizens Cabaret Voltaire weren't just misguided hype...“).
Die Kritiker der Webseite Almost Cool vergaben die Höchstwertung von 10 Sternen und nannten Incunabula einen Klassiker, dessen Arrangements trotz einiger etwas veraltet klingender Sound zeitlos seien („Although some of the noises used on the album sound a little dated, the arrangements of the actual songs themselves are timeless ...“).
Thaddeus Herrmann urteilte in der Musikzeitschrift De:Bug anlässlich des 2003 erschienenen Autechre-Albums Draft 7.30 rückblickend, das mit traditionellem Techno-Equipment aufgenommene Album habe „die englische Definition von melodiöser Listeningmusik über den Haufen geworfen“.

## Cover
Das Coverdesign stammt vom Designbüro The Designers Republic und basierte auf stark verfremdeten Bildern des Fotografen Daniel 72.
Auf der Rückseite fanden sich das Motto „Gescom Pleasure is Our Business“ sowie in den Liner Notes der Hinweis „Darrell Fitton 4 Gescom“. Dies stellt die ersten Hinweise auf das mehr als 20 Personen umfassende Künstlerkollektiv Gescom dar. Unter dem Namen Gescom erschienen später auch von Autechre produzierte Musikstücke.

## In anderen Medien
Der Track Kalpol Introl wurde in Darren Aronofskys experimentellem Science-Fiction-Thriller π als Teil des Soundtracks verwendet.
Bike konnte im Videospiel Grand Theft Auto: Episodes from Liberty City im Radiosender Self-Actualization FM gehört werden.